# Holmengrå
Holmengrå est une île norvégienne du comté de Vestland appartenant administrativement à Fedje.

## Description
Rocheuse et désertique, à fleur d'eau elle s'étend sur environ 347 m de longueur pour une largeur approximative de 200 m. Elle compte un phare et des bâtiments liés au phare. 